# Dowódca plutonu
Dowódca plutonu – żołnierz (zwykle oficer lub starszy podoficer) stojący na czele plutonu. Ma prawo wydawania rozkazów swoim podwładnym, kieruje przebiegiem ich służby, jest odpowiedzialny za wykonanie przez nich czynności służbowych, ma uprawnienia służbowe i dyscyplinarne umożliwiające sprawowanie jednoosobowego dowodzenia. Jest organizatorem działań bojowych podległych drużyn, załóg, obsług lub pojedynczych żołnierzy oraz dowodzi nimi w czasie walki.
Dowódca plutonu to również stanowisko etatowe w armii. Ukończenie szkoły oficerskiej równoważne jest zdobyciu kwalifikacji dowódcy plutonu.

## Uprawnienia dyscyplinarne dowódcy plutonu w Wojsku Polskim
W 1970 :

w stosunku do szeregowych:
- upomnienie
- nagana
- nagana przed frontem plutonu
- praca porządkowa poza kolejnością - do 6 razy
- zakaz opuszczania koszar - do 12 dni

areszt zwykły - do 5 dni
w stosunku do podoficerów ZSW 
- upomnienie
- nagana
- nagana przed frontem podoficerów
- zakaz opuszczania koszar - do 6 dni

W stosunku do podoficerów zawodowych:
- upomnienie
- nagana
- nagana na zbiórce podoficerów zawodowych

1994
- upomnienie
- nagana
- zakaz opuszczania miejsca zakwaterowania:
  - szeregowym – do czternastu dni,
  - podoficerom – do dwunastu dni